# Poi (Gericht)

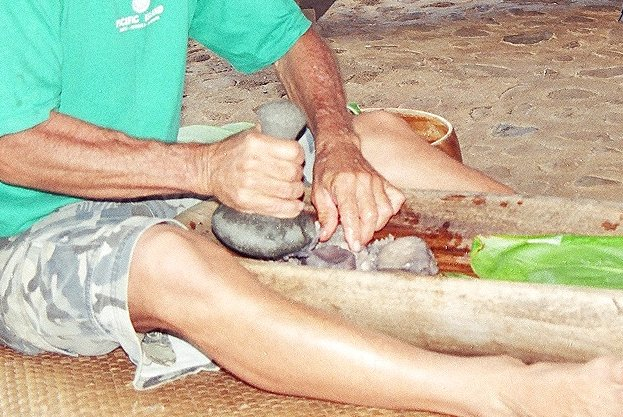
Traditionelle Poi-Herstellung

Poi ist die hawaiische Bezeichnung für das wichtigste polynesische Grundnahrungsmittel, das aus der Knolle der kalo-Pflanze (bekannter unter der Bezeichnung Taro) und selten auch aus der Brotfrucht (ʻulu) erzeugt wird. Poi wird hergestellt, indem die gekochten (oder gebackenen oder gedämpften) Knollen zu einer zähen Masse zerstampft werden. Während des Zerstampfens sowie vor dem Verzehr wird Wasser zugefügt, um die gewünschte Konsistenz zu erzielen, die von flüssig bis teigartig reichen kann (Das Ergebnis wird dann als Zwei-Finger-Poi oder Drei-Finger-Poi bezeichnet, was darauf anspielt, wie viele Finger man brauchen würde, um es in der jeweiligen Konsistenz zu verzehren).
Poi darf nicht verwechselt werden mit dem Tahitischen po'e. Po'e ist eine pudding-artige Süßspeise, die aus Bananen, Papayas oder Mangos mit Maniok und Kokosnuss hergestellt wird.

## Geschichte und Wirtschaft
Die Poi-Schale galt als wichtiger und heiliger Bestandteil des hawaiischen Alltags. Man glaubte, immer wenn auf dem Esstisch der Familie eine Schale mit Poi aufgedeckt wurde, sei der Geist von Hāloa, dem Urahn des hawaiischen Volkes, gegenwärtig. Dem lag der Glaube der Hawaiier zugrunde, die kalo-Pflanze sei der ursprüngliche Urahn des hawaiischen Volkes. Deshalb mussten alle Konflikte zwischen den Familienmitgliedern unverzüglich ruhen.
In den letzten Jahren hatten Schädlinge und Arbeitskräftemangel einen Rückgang der Taro-Produktion zur Folge, weshalb es in Hawaii auch bei Poi zu Knappheit und Preisanstiegen kam. Gleichzeitig haben Innovationen bei der Poi-Herstellung zu einer längeren Haltbarkeit und einem süßeren Geschmack von Poi geführt. Solche Produkte werden allerdings zu hohen Preisen verkauft, haben eine schlechtere Nährstoffzusammensetzung und benötigen Kühlung.

## Poi als Nahrungsmittel
Die meisten Menschen, die Poi zum ersten Mal essen, beschreiben den Geschmack als kleisterähnlich – dies bezieht sich allerdings eher auf die Konsistenz als auf den eigentlichen Geschmack.

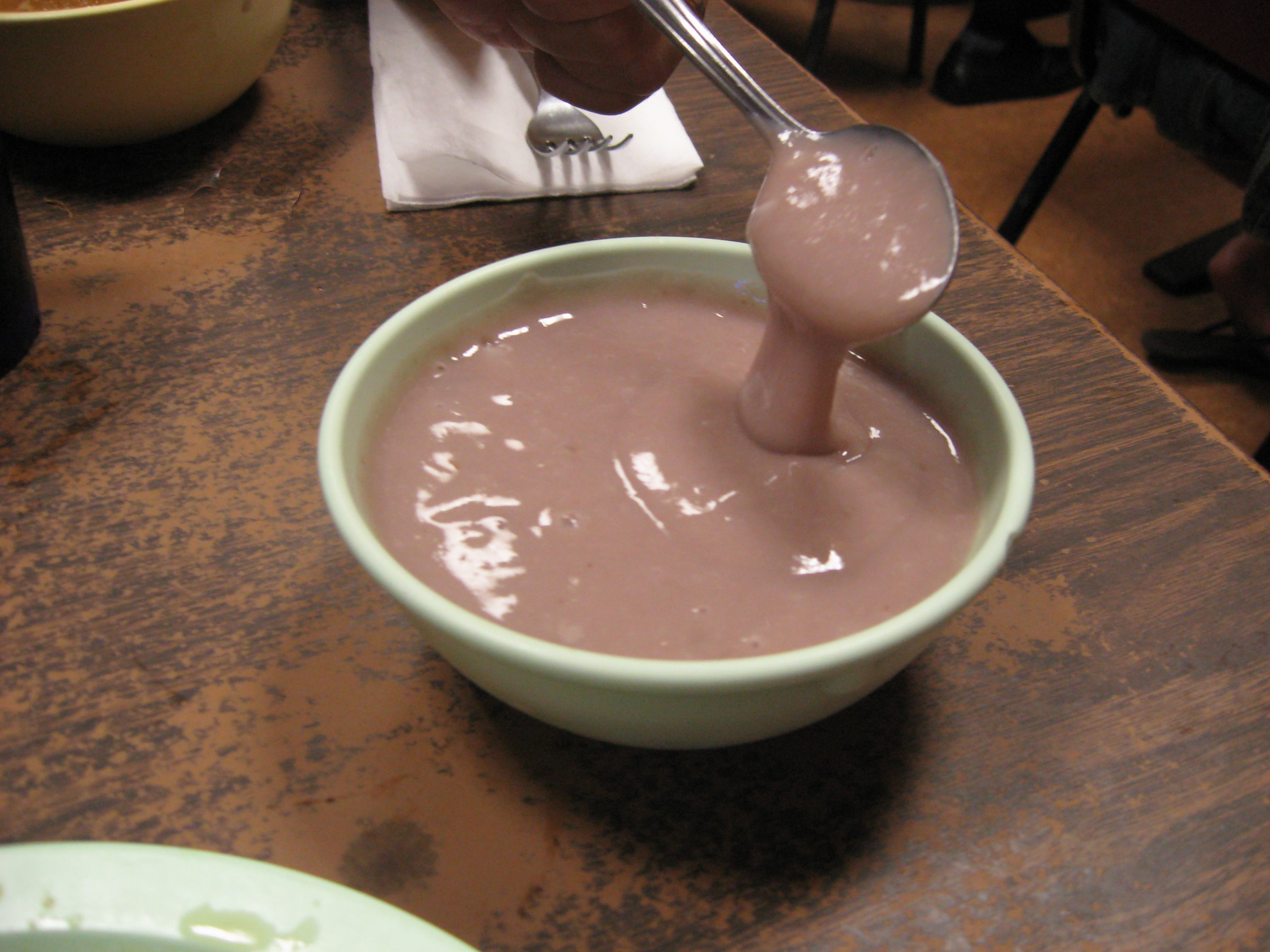
Eine Schale Poi

Der Geschmack von Poi verändert sich nach der Herstellung deutlich. Frisches Poi ist süß und als solches genießbar. Mit jedem weiteren Tag verliert das Poi seine Süße und wird säuerlich. Aus diesem Grund finden manche Menschen Poi angenehmer, wenn es mit Milch und/oder Zucker vermischt wird.
Die Geschwindigkeit dieses Gärungsprozesses hängt von den Bakterien im Poi ab. Diese Bakterien sind harmlos, sogar eher als nützlich zu bezeichnen. Um den Versäuerungsprozess zu verlangsamen, sollte Poi an einem dunklen, kühlen Ort (z. B. in der Speisekammer) aufbewahrt werden. Wenn Poi im Kühlschrank aufbewahrt wird, sollte es aus der Tüte in eine Schüssel gefüllt und mit einer dünnen Schicht Wasser bedeckt werden, um zu verhindern, dass sich eine Kruste bildet.
Auch saures Poi ist genießbar, wenn man es mit gesalzenem Fisch oder Lomi (Lachs) serviert. Nach Ablauf von fünf Tagen wird Poi allerdings meist als ungenießbar betrachtet. Die Versäuerung kann durch Tiefkühlen oder Trocknung verhindert werden, obwohl der so entstehende Poi im Vergleich mit dem frischen Produkt oft als fad empfunden wird. Die besten Ergebnisse erzielt man, wenn man das gefrorene Poi mit einer Schicht Wasser bedeckt und in der Mikrowelle auftaut. Saures Poi wird auch als Kochzutat benutzt, meist in Brot und Brötchen. Es hinterlässt im Mund ein glattes, cremiges Gefühl.

## Sonstige Verwendung
Poi wurde wegen seines Nährwerts als Milchersatz für Babys genutzt, die unter einer Allergie gegen Molkereiprodukte leiden. Es wird außerdem als Babynahrung für Kinder mit schweren Nahrungsmittelallergien verwendet.